# Oculina diffusa
Espèce
Oculina diffusa est une espèce de coraux de la famille des Oculinidae.